# Bayerische Versorgungskammer
Die Bayerische Versorgungskammer (BVK) ist eine Oberbehörde des Freistaats Bayern im Geschäftsbereich des Bayerischen Staatsministeriums des Innern. Sie ging 1995 als „Bayerische Versicherungskammer – Versorgung“, dieser vollständige Name ist jedoch im Geschäftsverkehr nicht gebräuchlich, aus der Bayerischen Versicherungskammer hervor, deren Tätigkeit für die durch sie vertretenen Versorgungseinrichtungen sie seither fortsetzt.

## Geschichte
Bei Einbeziehung ihrer Vorgängerorganisationen geht die Geschichte der Bayerischen Versorgungskammer bis in das Königreich Bayern zurück. Bis 1995 wurden die heutigen Aufgaben der Bayerischen Versorgungskammer von der Bayerischen Versicherungskammer übernommen. Mit dem „Gesetz zur Neuordnung der Rechtsverhältnisse der öffentlich-rechtlichen Versicherungsanstalten des Freistaates Bayern“ beschloss der Freistaat im Juli 1994 seinen kompletten Rückzug aus dem Versicherungsgeschäft, die Auflösung der Bayerischen Versicherungskammer als Behörde und ihre Neuetablierung als Anstalt des öffentlichen Rechts. Schließlich gingen die Wettbewerbsversicherungseinrichtungen der Bayerischen Versicherungskammer in die neu gegründete Versicherungskammer Bayern über, während die Aufgaben im Bereich der gesetzlichen Pflichtversorgungseinrichtungen in die ebenfalls neu gegründete Bayerische Versorgungskammer übertragen wurden.
Während die Versorgungskammer um 2000 noch 85 Prozent ihres Portfolios in festverzinsliche Wertpapiere anlegte, waren es im Jahr 2020 nur noch 27 Prozent. Stattdessen wurde das verwaltete Vermögen zusehends in unterschiedliche Anlageklassen und -formen wie Aktien- und Immobilienfonds, Immobilien und Infrastruktur sowie Unternehmensbeteiligungen gestreut. In einem Interview mit Institutional Money vom Januar 2024 bezeichnete Axel Uttenreuther, der Vorsitzende der Bayerischen Versorgungskammer, die starke Diversifikation bei den Kapitalanlagen, auch in Substanzwerte, als Leitbild der Versorgungskammer.
Nach acht Jahren Planung wurde 2024 der Grundstein für die neue Zentrale der Bayerischen Versorgungskammer an der Richard-Strauss-Straße in Bogenhausen gelegt. Geplant ist ein von Architekt David Chipperfield entworfener Gebäudekomplex aus drei Baukörpern bestehend aus zwei Türmen mit 96 und 60 Metern, verbunden durch einen 50 Meter hohen und etwa 100 Meter langen Riegel, die Fertigstellung ist für 2028 vorgesehen. Dabei plant die Bayerische Versorgungskammer, neben der eigenen Zentrale, auch eine öffentlich zugängliche Gastronomie, eine Skybar und eine Kindertagesstätte unterzubringen sowie zwei neue öffentliche Plätze zu schaffen. Auf den zukünftigen Büroflächen sollen auch externe Mieter einziehen.

## Struktur

### Geschäftsführungs- und Vertretungsorgan
Die Bayerische Versorgungskammer führt die Geschäfte von zwölf berufsständischen und kommunalen Altersversorgungseinrichtungen (vgl. berufsständische Versorgung), die für ihre Mitglieder und Versicherten Leistungen der Alters-, Berufsunfähigkeits- und Hinterbliebenenversorgung erbringen. Sie vertritt diese Versorgungseinrichtungen gerichtlich und außergerichtlich und wird von einem aus fünf Personen bestehenden Vorstand geleitet.

### Dienstleistungen und Tätigkeiten
Die Bayerische Versorgungskammer ist die größte öffentlich-rechtliche Versorgungsgruppe in Deutschland und dient als Dienstleistungs- und Kompetenzzentrum für berufsständische und kommunale Altersversorgung. Das Geschäftsgebiet erstreckt sich nicht nur auf das Gebiet des Freistaats Bayern, sondern bei einigen Versorgungseinrichtungen aufgrund von Staatsverträgen auch auf andere Bundesländer und bei drei bundesunmittelbaren Einrichtungen auf das gesamte Bundesgebiet. Somit hat die Bayerische Versorgungskammer auch viele Mitglieder außerhalb Bayerns.
Berufsständische Versorgungseinrichtungen im engeren Sinne sind die auf einer gesetzlichen Pflichtmitgliedschaft beruhenden Versorgungswerke für kammerfähige freie Berufe. Sie sind auf landesgesetzlicher Grundlage errichtete rechtsfähige Anstalten des öffentlichen Rechts mit Selbstverwaltung und bieten ihren Mitgliedern eine umfassende Alters-, Berufsunfähigkeits- und Hinterbliebenenversorgung. An derartigen Versorgungseinrichtungen verwaltet die Bayerische Versorgungskammer die
- Bayerische Ärzteversorgung,[14]
- Bayerische Apothekerversorgung,[15]
- Bayerische Architektenversorgung,[16]
- Bayerische Rechtsanwalts- und Steuerberaterversorgung[17] sowie die
- Bayerische Ingenieurversorgung-Bau mit Psychotherapeutenversorgung.[18]

Neben diesen Vollversorgungssystemen der kammerfähigen freien Berufe verwaltet die Bayerische Versorgungskammer ebenfalls als rechtsfähige Anstalten des öffentlichen Rechts die
- Versorgungsanstalt der deutschen Bühnen (für Beschäftigte an deutschen Theatern),[19]
- Versorgungsanstalt der deutschen Kulturorchester (für Kulturorchestermusiker),[20]
- Versorgungsanstalt der bevollmächtigten Bezirksschornsteinfeger[21] und die
- Versorgungsanstalt der Kaminkehrergesellen mit Pensionskasse des Schornsteinfegerhandwerks.[22]

Diese Versorgungswerke ergänzen die Leistungen der gesetzlichen Rentenversicherung auf dem Gebiet der Alters-, Berufsunfähigkeits- bzw. Hinterbliebenenversorgung.
Im Bereich der kommunalen Altersversorgung kann ebenfalls grundsätzlich zwischen Vollversorgungs- und Zusatzversorgungssystemen unterschieden werden. Hier verwaltet die Bayerische Versorgungskammer
- den Bayerischen Versorgungsverband (BVK Beamtenversorgung)[23] und
- die Zusatzversorgungskasse der bayerischen Gemeinden (BVK Zusatzversorgung).[24]

Die Altersversorgung der Beamten im kommunalen und kirchlichen Bereich wird in Bayern vorwiegend vom bereits 1916 gegründeten Bayerischen Versorgungsverband als rechtsfähiger Anstalt des öffentlichen Rechts sichergestellt. Dabei ist der Bayerische Versorgungsverband eine nach dem Solidarprinzip ausgerichtete Umlagegemeinschaft, die ihre Mitglieder im Interesse einer gleichmäßigen Belastung der kommunalen Haushalte vor Zufallsschwankungen bei den Versorgungslasten schützen soll, indem sie diese Lasten durch ein Umlageverfahren im Rahmen des Solidarprinzips verteilt.
Die Zusatzversorgung im öffentlichen Dienst ist eine betriebliche Altersversorgung auf tarifvertraglicher Basis, die zum Ziel hat, die Alterssicherung der Arbeiter sowie der Angestellten im öffentlichen Dienst durch eine Betriebsrente zu erhöhen. Die Finanzierung der Zusatzversorgung wird seit 1. Januar 2002 stufenweise von einem rein umlagefinanzierten in ein kapitalgedecktes Verfahren überführt. Die Leistungen der Zusatzversorgung treten neben die Rente der gesetzlichen Rentenversicherung.
Für die bayerischen Kommunen sowie für sonstige kommunale und kirchliche Arbeitgeber erfüllt diese Aufgabe die 1940 gegründete Zusatzversorgungskasse der bayerischen Gemeinden – eine nicht rechtsfähige Einrichtung (Sondervermögen) des Bayerischen Versorgungsverbands. Die Zusatzversorgungskasse der bayerischen Gemeinden verschafft ihren Versicherten im Wege einer Pflichtversicherung eine Zusatzversorgung nach den inhaltlichen Maßgaben der jeweils gültigen Fassung der Versorgungstarifverträge bzw. anderer kollektivrechtlicher Regelungen.
Bei der Zusatzversorgungskasse der bayerischen Gemeinden entrichten in der Regel ausschließlich die Arbeitgeber Umlagen und Beiträge zur Finanzierung der Versorgungsleistungen. Neben der tarifvertraglich ausgestalteten Betriebsrente bietet die BVK Zusatzversorgung auch eine tarifvertraglich verankerte freiwillige Versicherung an. Mit ihr können die Versicherten ihre Altersversorgung durch eigene Beiträge zusätzlich aufstocken und dafür staatliche Förderungsmöglichkeiten nutzen.
Schließlich verwaltet die Bayerische Versorgungskammer das Versorgungswerk des Bayerischen Landtags. Das Versorgungswerk des Bayerischen Landtags gewährleistet als Körperschaft des öffentlichen Rechts die Versorgung derjenigen Abgeordneten, die bis zum 27. Oktober 1978 aus dem Bayerischen Landtag ausgeschieden sind und keinen Antrag auf Staatsversorgung nach dem Bayerischen Abgeordnetengesetz gestellt haben oder die über diesen Zeitpunkt hinaus noch Mitglied des Bayerischen Landtags waren und sich für eine Mischversorgung entschieden haben, in deren Rahmen die Leistungen des Versorgungswerks angerechnet werden. Die Leistungen der Alters-, Berufsunfähigkeits- und der Hinterbliebenenversorgung dieses Versorgungswerks werden ausschließlich durch Zuschüsse des Landes Bayern finanziert.
Abzugrenzen ist hier, dass für die Festsetzung, Anordnung und Abrechnung der Bezüge für die Beamten, Arbeitnehmer und Versorgungsempfänger des Freistaats Bayern das Landesamt für Finanzen (LfF) zuständig ist.

## Anlagevermögen und Fonds
Die Bayerische Versorgungskammer hat mit ihrem Kapitalanlagevermögen ein beachtliches Gewicht am Kapitalmarkt. Stand Januar 2025 wird für die 12 Versorgungseinrichtungen mit ihren rund 2,7 Millionen Mitgliedern, Versicherten und Leistungsempfängern ein Anlagevermögen in Höhe von rund 117,0 Milliarden Euro (Marktwert) verwaltet. 2009 lag das Anlagevermögen bei rund 43 Milliarden, 2017 bei rund 80 Milliarden Euro.
Die Bayerische Versorgungskammer verfügt über einen weltweiten Immobilienbestand sowie diverse Aktieninvestments und Beteiligungen. So ist sie beispielsweise Eigentümer des aus sechs Gebäuden bestehenden Quartiers Macherei in München und von über 350 Wohnungen im Ipanema-Quartier in Hamburg.
Im April 2019 errichtete die Bayerische Versorgungskammer einen Immobilienfonds mit Fokus auf Österreich und der Unterstützung der Signa Financial Services AG. Als erster großer Aktivposten ging der Austria Campus 2 in Wien in den Fonds ein. Die zuvor von Signa gemanagten Immobilienfonds der Bayerischen Versorgungskasse wurden zum April 2024 auf die Firma Values übertragen.

## Kritik
Die Bayerische Versorgungskammer organisierte zum 1. Januar 2021 die Verwaltung eines Teils ihrer Wohnungen neu, indem sie die Bewirtschaftung der Wohnanlagen an eine neu gegründete GmbH weiterreichte. Das habe Mieter und Mitarbeiter beunruhigt, schrieb die Süddeutsche Zeitung.
Die Bayerische Versorgungskammer geriet außerdem im Sommer 2024 in die Kritik, nachdem bekannt wurde, dass die Behörde Rentengelder im hohen dreistelligen Millionenbereich in riskante Immobilienprojekte des Entwicklers Michael Shvo, der sich 2018 der Steuerhinterziehung schuldig bekannte und eine Strafe zahlte, investiert hatte. Der BVK wurde vorgeworfen, den Projektentwickler vor der Investition nicht ausreichend geprüft zu haben. In zwei laufenden Gerichtsverfahren wird die Behörde in New York auf mehr als 600 Millionen US-Dollar verklagt. Abgeordnete aus dem Bayerischen Landtag forderten daraufhin mehr parlamentarische Aufsicht über die Geschäfte der Verantwortlichen. Die BVK betonte, dass ihre Anlagestrategie auf langfristige Sicherheit und eine stabile Rendite ausgerichtet sei. Immobilieninvestitionen seien nur ein kleiner Teil der Gesamtkapitalanlagen. Das Risikomanagement sowie ein breit gestreuter Anlagenbestand hätten sich für die Versicherten, Mitglieder und Versorgungsempfänger der BVK bislang als erfolgreich erwiesen. Laut aktuellem Jahresbericht wurden mit einer kapitalgewichteten Nettoverzinsung von rund 3,4 Prozent im Jahr 2024 die erforderlichen Mindestverzinsungen der von ihr verwalteten Versorgungseinrichtungen übertroffen.